# Слајго (округ)
Округ Слајго (енгл. County Sligo, ир. Contae Shligigh) је један од 32 историјска округа на острву Ирској, смештен у његовом северозападном делу, у покрајини Конот.
Данас је округ Слајго један од 26 званичних округа Републике Ирске, као основних управних јединица у држави. Седиште округа је истоимени град Слајго.

## Положај и границе округа
Округ Слајго се налази у северозападном делу ирског острва и Републике Ирске и граничи се са:
- север: Атлантски океан,
- исток: округ Литрим,
- југ: округ Роскомон,
- запад: округ Мејо.

## Природни услови
Слајго је по пространству један од осредњих ирских округа - заузима 22. место међу 32 округа.
Рељеф: Већи део округа Слајго је подручје састављено од долина и брдских крајева. Средишњи део округа је са низијски, па је са развијенијом пољопривредом, док је западни и источни брдски. Крајњи запад је планински и ту се налази највиши врх у округу - Клив Гампф, висок 544 м.
Клима Клима у округу Слајго је умерено континентална са изразитим утицајем Атлантика и Голфске струје. Стога град одликује блага и веома променљива клима.
Воде: Округ Слајго је богат водама. Округ има обалу ка Атлантику на северу. Постоји више мањих река. У округу постоји и низ језера, од којих су највећа и познатија језера Лауф, Ароу и Гера. У оквиру округа има много мочвара.

## Становништво
По подацима са Пописа 2011. године на подручју округа Слајго живело је преко 65 хиљада становника, већином етничких Ираца. Ово је готово 3 пута мање него на Попису 1841. године, пре Ирске глади и великог исељавања Ираца у Америку. Међутим, последње три деценије број становника округа расте по стопи од приближно 1% годишње.
Густина насељености - Округ Слајго има густину насељености од око 35 ст./км², што је значајно мање од државног просека (око 60 ст./км²). Средишњи и северни делови округа је боље насељени него остатак.
Језик: У целом округу се равноправно користе енглески и ирски језик.